# 181569 Leetyphoon
181569 Leetyphoon è un asteroide della fascia principale. Scoperto nel 2006, presenta un'orbita caratterizzata da un semiasse maggiore pari a 2,9437559 UA e da un'eccentricità di 0,0918471, inclinata di 1,80686° rispetto all'eclittica.